# Троянски кон
 Тази статия е за митичния обект.  За компютърната програма вижте Троянски кон (компютри).  
Троянският кон е част от мита за Троянската война, въпреки че не фигурира в тази част от войната, която е описана в Омировата „Илиада“.
Гръцките войски обсаждат Троя в продължение на 10 години и героят Одисей измисля начин, чрез който да превземат града. Епей изградил огромен дървен кух кон и в него се скриват гръцките войници, водени от Одисей. Останалата част от гръцката войска привидно си заминава, но всъщност се крие зад Тенедос. Троянците приемат коня като дар за сключване на мир. Гръцкият шпионин Синон убеждава троянците, че конят е подарък, въпреки предупрежденията на пророците Лаокоон и Касандра. Елена и Деифоб дори проучват коня. Докато троянците празнуват вдигането на обсадата, древногръцките войници излизат от коня и заварват опиянения град. Те отварят портите на града и така останалата част от войската навлиза в града. После плячкосват града и убиват всички мъже, а жените са взети за робини. 
На мястото, където някога е била Троя, близо до Дарданелите в днешна Турция има малък музей. В музея, основан през 1955 г., се пазят останки от града, а в градината на музея е построен дървен кон, който изобразява легендарния троянски кон.[източник? (Поискан днес)]